# برادران آروال

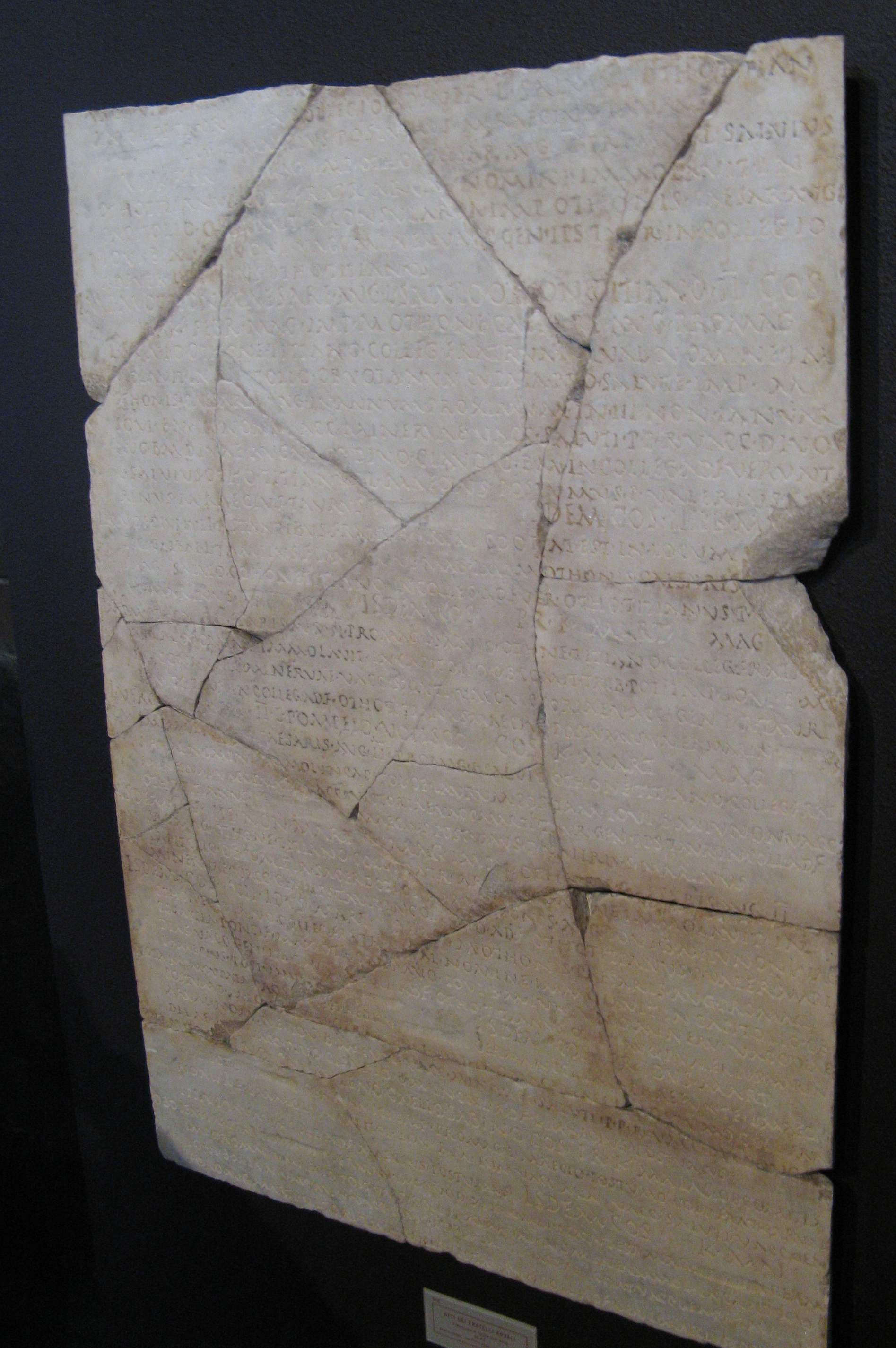
سنگ نوشته ای حاوی سوگندها و آیین های برادران آروال

برادران آروال (لاتین: Fratres Arvales) مجموعه ای از کاهنان در دین در روم باستان بودند که قربانی‌های سالانه را به لارس و خدایان برای تضمین برداشت محصول خوب تقدیم می‌کردند. سنگ‌نوشته‌ها شواهدی از سوگند، آیین‌ها و قربانی‌های آن‌ها ارائه می‌دهند.

## ریشه
بر طبق اساطیر روم، این مجموعه را رومولوس، نخستین پادشاه روم، پدید آورد. بدین‌صورت که مادرخوانده‌اش لارنتیا یکی از فرزندانش را از دست داد، و بدین‌سان رومولوس جای آن فرزند متوفی را گرفت و با یازده فرزندِ دیگرِ آن زن این مجمع کاهنان را تشکیل داد.